# Vestby (localitate)
Vestby este o localitate din comuna Vestby, provincia Akershus, Norvegia, cu o suprafață de 2,35 km² și o populație de 4.142 locuitori (2013).